# Astro Boy (película)
Astro Boy es una película animada de superhéroes de 2009 basada libremente en la serie de manga del mismo nombre del escritor e ilustrador japonés Osamu Tezuka. Producida por la compañía con sede en Hong Kong Imagi Animation Studios, fue dirigida por David Bowers, quien coescribió el guion con Timothy Hyde Harris. La película está protagonizada por Freddie Highmore, Kristen Bell, Nathan Lane, Eugene Levy, Matt Lucas, Bill Nighy, Samuel L. Jackson, Donald Sutherland, Charlize Theron y Nicolas Cage. En la película, el Dr. Tenma (Cage) crea a Astro (Highmore), un robot adolescente al que se le implantan los recuerdos de su hijo después de que muere en un accidente. La pareja se enfrenta a Stone (Sutherland), el presidente de Metro City que se postula para la reelección, por su traición.
La película se estrenó en Hong Kong el 8 de octubre de 2009 y en Estados Unidos el 23 de octubre de 2009. Recibió reseñas generalmente mixtas de los críticos de cine, pero fue un fracaso financiero, ya que recaudó 42 millones de dólares en todo el mundo frente a su presupuesto de 65 millones. Como resultado del pobre desempeño de la película, Imagi se cerró el 5 de febrero de 2010, por consiguiente se convirtió en la última película producida por el estudio.

## Argumento
Toby Tenma es un adolescente que vive en la ciudad-estado futurista de Metro City, que flota sobre la superficie contaminada de la Tierra. Su padre, el Dr. Tenma, trabaja en el Ministerio de Ciencia, junto con el Dr. Elefun. Crean el Pacificador, un robot defensivo avanzado que se alimenta con los núcleos Azul y Rojo, dos poderosos núcleos de energía que emiten respectivas energías positivas y negativas opuestas, descubiertas por el Dr. Elefun. Los dos científicos informan al presidente de Metro City, Stone, que se postula para la reelección. En contra de las advertencias de los científicos, Stone carga el Núcleo Rojo negativo en el Pacificador, lo que hace que se vuelva muy agresivo. Toby es asesinado accidentalmente por el Pacificador, ya que intenta abandonar violentamente las instalaciones de investigación antes de que sea sofocado por el Dr. Elefun.
Un Tenma angustiado revive a Toby como un cyborg programado con todos sus recuerdos, pero también hace que su cuerpo tenga defensas incorporadas para protegerlo. Impulsado por el Núcleo Azul, el cyborg se activa y cree que es Toby, pero aunque tiene su mente original y una personalidad similar, Tenma se da cuenta de que nunca podrá revivir como el hijo que perdió. Toby descubre las capacidades de su robot, incluida la capacidad de comprender los robots que no hablan y el vuelo impulsado por cohetes. El presidente Stone hace que sus fuerzas persigan a Toby, pero la persecución lo lleva a caer por el borde de la ciudad cuando el buque insignia de Stone le dispara con misiles. Mientras tanto, el doctor Tenma evita ser arrestado al aceptar desactivar a Toby y entregar el núcleo azul.
Toby despierta en un enorme depósito de chatarra, creado a partir de los robots sobrantes de Metro City que fueron arrojados allí. Conoce a un grupo de niños huérfanos, Zane, Sludge and Widget y Cora, acompañados por un robot con forma de perro llamado Trashcan. Toby también conoce a los miembros del Robot Revolutionary Front (RRF), Sparx, Robotsky y Mike the Fridge, quienes planean liberar a los robots del control de la humanidad, pero son muy ineptos y están sujetos a las Leyes de la Robótica. Al intentar reclutarlo para su causa, cambian el nombre de Toby por "Astro". Hamegg, el cuidador de los huérfanos, lleva a Astro. Al día siguiente, Astro se encuentra con un viejo robot de construcción fuera de línea llamado Zog, a quien reactiva al compartir un poco de energía del Núcleo Azul. Hamegg escanea a Astro, descubriendo que en realidad es un robot, y paraliza a Astro con su desintegrador eléctrico para usarlo en el ring de lucha.
Astro derrota a regañadientes a los luchadores de Hamegg hasta que Zog se despliega. Astro y Zog se niegan a luchar y Hamegg intenta desactivarlos a ambos, pero Zog, que es anterior a las Leyes de la Robótica, se defiende. Zog casi mata a Hamegg, pero Astro lo salva, sorprendiendo a la multitud. Momentos después, las fuerzas de Stone llegan para llevar a Astro de regreso a Metro City, y él se entrega voluntariamente. Astro se reúne con Tenma y Elefun y les permite desactivarlo. Al darse cuenta de que, aunque Astro no es Toby, sigue siendo su hijo, el Dr. Tenma desafía a Stone, reactiva a Astro y lo deja escapar. Enojado, Stone recarga el Núcleo Rojo en el Pacificador para enviarlo tras Astro, solo para que lo absorba y se fusione con él. El Pacificador absorbe armas y edificios, se vuelve más grande y más fuerte, y ataca Metro City, lo que lleva a Astro a luchar. La central eléctrica de Metro City se destruye durante la pelea, hace que la ciudad caiga y Astro usa su fuerza sobrehumana para ayudarla a aterrizar de manera segura.
El Pacificador intenta absorber a Astro para obtener su Núcleo Azul usando el Núcleo Rojo, pero la conexión de los núcleos provoca una reacción violenta y los separa. El Dr. Tenma le dice a Astro que los dos núcleos unidos pueden destruirse a sí mismos. El Pacificador captura a los amigos de Astro del depósito de chatarra, y él vuela hacia el Núcleo Rojo, sacrificándose para destruirlo, mientras que Stone sobrevive de su destrucción y es arrestado por sus acciones. Cuando Elefun y los niños encuentran el cuerpo de Astro, Zog reactiva a Astro compartiendo la energía del Núcleo Azul que lo reactivó, y Astro se reúne con todos sus amigos y su padre. Más tarde, la ciudad es atacada por un monstruoso extraterrestre cíclope, pero Astro lo golpea mientras entra en acción.

## Reparto
- Freddie Highmore como Astro Boy y Toby Tenma, Astro es una réplica robótica del hijo del dr. Tenma, Toby.
- Nicolas Cage como el Dr. Tenma, el padre de Toby, el creador de Astro y el director del Ministerio de Ciencias.
- Kristen Bell como Cora, una chica adolescente que vive en la superficie y se hace amiga de Astro.
- Bill Nighy como el Dr. Elefun, el mejor amigo y socio del Dr. Tenma; y como Robotsky, el músculo del Frente Revolucionario Robot.
- Samuel L. Jackson como Zog, un robot de construcción de 100 años que volvió a la vida gracias a la energía de núcleo azul de Astro.
- Matt Lucas como Sparx, el líder del Frente Revolucionario Robot.
- Donald Sutherland como el presidente Stone, un despiadado, pícaro y ambicioso presidente de Metro City que se postula para la reelección.
- Nathan Lane como Hamegg, un habitante de la superficie que repara máquinas y luego las usa en su torneo de lucha.
- Eugene Levy como Orrin, el criado cobarde robot de Tenma.
- David Bowers como Mike the Fridge, un refrigerador parlante y tercer miembro del Frente Revolucionario Robot.
- Charlize Theron como la narradora de "Nuestros amigos", la voz utilizada para el video educativo visto al comienzo de la película.
- Alan Tudyk como Mr. Squeegee, un robot de limpieza que encuentra Astro.
- David Alan Grier como Mr. Squirt, un robot de limpieza que encuentra Astro.
- Moisés Arias como Zane, un niño que vive en la superficie.
- Madeline Carroll como Widget, la hermana gemela de Sludge.
- Sterling Beaumon como Sludge, el hermano gemelo de Widget.
- Elle Fanning como Grace, una niña de la casa de Hamegg que pateó la pierna del Presidente Stone.
- Ryan Stiles como Mr. Mustachio, el maestro de Toby.
- Dee Bradley Baker como Trashcan, un robot con forma de perro que se come la basura.